# American Cinematheque
L'American Cinematheque és una organització cultural independent i sense fins de lucre en Los Angeles dedicada exclusivament a la presentació pública del cinema en totes les seves formes.
La Cinematheque va ser creada en 1981 com una branca de l'anual Festival de Cinema de Los Angeles de Filmex, que es va dur a terme tots els anys des de 1971 fins a 1983. Després de cinc anys de recaptació de fons i planificació, la Cinematheque va llançar la seva primera sèrie de projeccions en 1987. Presenta festivals i retrospectives que projecten el millor del cinema, el vídeo i la televisió mundial del passat i el present, des dels clàssics fins a les fronteres exteriors de la forma d'art. A més de presentar tots els aspectes del cinema en la pantalla gran, la Cinematheque també ofereix un fòrum on entusiastes i estudiants del cinema poden escoltar els principals cineastes, actors, escriptors, editors, directors de fotografia i altres persones discutint el seu ofici.

## Sales de cinema de la Cinematheque
Entre 1987 i 1998, la Cinematheque va presentar els seus programes en una varietat de llocs, inclòs la sala de cinema del Sindicat de Directors dels Estats Units i el complex Raleigh Studios a Hollywood. Al desembre de 1998, va obrir la seva pròpia casa permanent al Grauman's Egyptian Theatre a Hollywood, i en 2004 va agregar una segona sala de cinema, l'Aero Theatre, a Santa Monica. Ara presenta festivals, retrospectives i programes variats en aquestes dues sales de cinema..
El Grauman's Egyptian Theatre va ser construït en 1922 per l'empresari del món de l'espectacle Sid Grauman (quatre anys abans d'obrir el seu Grauman's Chinese Theatre). Va ser la ubicació de la primera estrena d'una pel·lícula de Hollywood en 1922. En 1998, la American Cinematheque va completar una important renovació de $ 12.8 milions que va restaurar l'exterior de la sala de cinema a la seva forma original i va agregar noves tecnologies de pel·lícules, vídeos i àudio.
L'Aero Theatre a Santa Monica és un cinema històric de 1940 que també ha estat renovat per la American Cinematheque.

## Programació

### Festivals de cinema
A l'American Cinematheque se celebren diversos festivals de cinema anuals, amb pel·lícules que cobreixen diversos temes i gèneres internacionals. El seu Beyond Fest anual és el festival de cinema de gènere amb major assistència dels Estats Units.
Durant els últims 22 anys, la Cinematheque s'ha associat amb la Fundació Film Noir en el seu festival més antic, Noir City: Hollywood, que celebra la història del cinema negre. Nitrate Nights ofereix rares oportunitats de veure pel·lícules en una base de pel·lícula de nitrat de 35 mm, un format abandonat a principis de la dècada de 1950 a causa de la seva qualitat altament inflamable. Després de ser adaptada per a projectar nitrat de manera segura en 2016, la Cinematheque s'ha associat des de llavors amb arxius de pel·lícules com el George Eastman Museum, la Biblioteca del Congrés dels Estats Units, l'Arxiu de Cinema de l'Acadèmia de les Arts i les Ciències Cinematogràfiques i l'Arxiu de Cinema i Televisió de la UCLA per a portar còpies d'arxiu rares a la pantalla el públic.
La Cinematheque també s'associa anualment amb la Associació de la Premsa Estrangera de Hollywood per a presentar la sèrie de projeccions de les pel·lícules nominades de l'any per al Globus d'Or a la millor pel·lícula de parla no anglesa.. Cada any, la sèrie ha culminat amb un simposi de taula rodona amb els directors de les cinc pel·lícules nominades.

#### Festivals de cinema notables
- Beyond Fest (Cinema de gènere)
- The All Night Horrorthon at the Aero.[12]
- Recent Spanish Cinema.[13]
- Cinema Italian Style.[14]
- German Currents.[15]
- Canada Now.[16]
- Starring Europe: New Films from the EU.[17]
- Screwball Comedy Festival.[18]

#### Festivals de cinema passats
- EW's CapeTown Film Festival[19]
- Festival of Fantasy, Horror, and Science Fiction[20]
- Brutal Youth Festival with Entertainment Weekly[21]

També ha presentat Mods & Rockers Festival, un festival de pel·lícules de cultura rock presentat per primera vegada en 1999.

### Altres sèries de pel·lícules regulars
La Cinematheque també alberga un nombre de sèries de projeccions regulars durant tot l'any, que inclouen:
- Cinematic Void[22]
- Art Directors Guild Film Society[23]
- Greg Proops Film Club[24]

### Premi American Cinematheque
A més dels seus programes durant tot l'any, l'organització presenta anualment el premi American Cinematheque a un cineasta en reconeixement de les seves contribucions a la forma d'art. Al llarg de la història del premi, molts cineastes importants han estat honrats, inclosos directors com Steven Spielberg, Martin Scorsese, Ron Howard y Rob Reiner, el productor Jerry Bruckheimer i actors com Eddie Murphy, Bette Midler, Mel Gibson, Bruce Willis, Samuel L. Jackson, Denzel Washington i Jodie Foster.

### Anterior distribució
El braç de distribució de American Cinematheque es va crear en 1999 com Vitagraph Films .

## Participació de líders de la indústria
L'organització està governada per una junta directiva i un consell d'administració. Les dues juntes inclouen a molts líders destacats en la indústria de l'entreteniment, inclosos directors i productors com Sydney Pollack, Martin Scorsese, Mike Nichols, Francis Ford Coppola, William Friedkin, Brian Grazer, Joe Dante, Melvin Van Peebles, Paula Wagner i Steve Tisch. Altres membres destacats de la junta són els actors Candice Bergen i Goldie Hawn; el cap d'estudi Mike Medavoy; el periodista Peter Bart (editor en cap de Variety); i l'agent de talents Rick Nicita (copresident de la Creative Artists Agency).

## Investigació del fiscal general estatal i proposta de venda del Egyptian Theatre
Al maig de 2019, l'American Cinematheque estava sent investigada pel fiscal general de Califòrnia. Segons els informes, Netflix estava tractant de comprar la sala de cinema en aquest moment, però els membres de la comunitat preocupats estaven sol·licitant a la junta de l'American Cinematheque, al fiscal general de Califòrnia i a l'Ajuntament de Los Angeles que es detingui la venda i es facin reunions públiques explicant la situació.